# Pfam
A Pfam fehérjecsaládok adatbázisa, mely azok rejtett Markov-modellel generált jelölését és szekvenciaelrendezését tartalmazza. A legújabb változat, a Pfam 36.0 2023 szeptemberében jelent meg, és 20 795 családot tartalmaz 660 klánban.

## Használata
A Pfam adatbázis célja a fehérjecsaládok és -domének teljes körű, pontos besorolása. Eredeti célja egy ismert fehérjecsaládokról szóló információt félautomata módon frissítő rendszer biztosítása a genomjelölés hatékonyságának javítására. A Pfam fehérjecsalád-osztályzása széles körben használt lett széles körű fehérjelefedése és nevezéktani konvenciói miatt.
Bizonyos fehérjéket kutató kísérleti, szerkezetmeghatározást célzó szerkezeti, szekvenciarendező számítógépes és a fehérjék eredetét kutató evolúciós biológusok is használják. Az első genomprojektek, például a humán- és muslicagenom-projekt a genomikai adatok jelöléséhez használták.
A Pfam oldala lehetővé teszi fehérje- vagy DNS-szekvenciák beírását az adatbázisban lévő családokkal való egyezések keresésére. DNS beküldésekor 6 keretes transzláció történik, ezek mindegyikével történik keresés. A gyakori BLAST-keresés helyett a Pfam rejtett Markov-profilmodelleket használ, melyek nagyobb súlyt adnak az állandó helyeken való egyezésnek, lehetővé téve a jobb távolihomológia-keresést és a jól ismert genomú rokonok nélküli élőlények genomjának megismerését.
A Pfam használható továbbá más katalógusokhoz, például fehérjén belüli és fehérjeközi domén-domén interakciókat szerkezeti adatbázisokban lévő információ és a Pfam-domének e szerkezetekhez való hozzárendelése alapján tartalmazó iPfamhez.

## Funkciók
A Pfamben szereplő családok esetén:
- megtekinthető a család leírása
- megtekinthető több nézetben a fehérje
- megtekinthetők a fehérjedomén-szerkezetek
- megvizsgálható a faji eloszlás
- követhetők más adatbázisok linkjei
- megtekinthetők az ismert fehérjeszerkezetek

Az elemek lehetnek családok, domének, ismétlődések vagy motívumok. A család az alapértelmezett osztály, mely azt jelenti, hogy a tagok kapcsolódnak. A domének autonóm szerkezeti egységként vagy újra felhasználható szekvenciaegységként vannak jelen, melyek több fehérjében is is jelen vannak. Az ismétlődések általában nem stabilak izolálva, de domén vagy kiterjedt szerkezet képzéséhez szükségesek. A motívumok gyakran globuláris doméneken kívüli rövid szekvenciaegységek.
A Pfam-családok leírása a Wikipédián történik.
A UniProtKB fehérjeszekvenciáinak 76,1%-a megtalálható volt legalább egy Pfam 29.0-doménben.

### Új bejegyzések létrehozása
Az új családok több forrásból származnak, elsősorban a PDB-ből és teljes proteomelemzésekből Pfam találat nélküli gének megtalálásához.
Minden családban a szekvenciák reprezentatív részhalmaza magas minőségű elrendezésbe kerül. Ezek szekvenciái elsősorban a pfamseq-ből (nem redundáns referenciaproteom-adatbázisból) származnak a UniProt általi kiegészítéssel. Ez ezután rejtett Markov-modell építésére van felhasználva HMMER-rel. Ezt szekvencia-adatbázisokban keresik, és minden küszöbértéket elérő találat a fehérjecsalád tagja. A taggyűjtemény ezután a HMM-hez kerül teljes elrendezést adva. Egy manuálisan irányított gyűjtési küszöb is van, mely maximalizálja a valós egyezéseket a hamis pozitívok kizárásával. A hamis pozitívok a család nem azonos klánba tartozó találatai közti átfedések megfigyelésével becsülhetők. E küszöb használható, annak elemzésére, hogy egy családban való egyezés beszámítható-e a fehérjecsaládba. A Pfam frissítésekor a gyűjtési küszöbök frissülnek az új és a meglévő családok átfedéseinek megakadályozásához.

### Ismeretlen funkciójú domének
Az ismeretlen funkciójú domének (DUF) a Pfam adatbázis egyre nagyobb részét adják. E név onnan ered, hogy fajok közti állandóságot mutatnak, de szerepük ismeretlen. Az újonnan hozzáadott DUF-ok hozzáadásuk sorrendjében kapnak nevet. Ezek nevei frissülnek a funkció azonosításakor. Általában ha legalább egy DUF-hoz tartozó fehérje funkciója ismert lesz, az egész DUF funkciója frissül, és családátnevezés is történik. Egyes megnevezett családok, például az YbbR DUF-ok, ezek egy jellemző fehérjéről kapták nevüket. A DUF-ok száma tovább növekszik ismeretlen funkciójú állandósult sorozatok szekvenciaadatokban való észlelésekor.

### Klánok
Idővel a szekvencia- és csoportlefedettség nőtt, és a családok növekedésével több evolúciós hasonlóságot fedeztek fel, lehetővé téve a családok csoportosítását klánokba. A klánok 2005-ben jelentek meg a Pfam adatbázisban. Ezek szerkezeti, funkciós, szekvencia- és HMM-összehasonlításokon alapuló közös evolúciós eredetű hasonló családok csoportjai. A Pfam 29.0-ban a fehérjecsaládok közel egyharmada klánba volt sorolva. Ez mintegy 75%-ra nőtt 2019-re (Pfam 32.0).
A lehetséges klánkapcsolatok azonosítására a Pfam kezelői a Simple Comparison Of Outputs Programet (SCOOP) és az ECOD adatbázis információit használják. Az ECOD félautomata hierarchikus adatbázis ismert szerkezetekkel rendelkező, könnyen Pfam-bejegyzésekhez rendelhető fehérjecsaládokkal és Pfam-klánokhoz könnyen rendelhető homológiaszintekkel.

## Története
A Pfamet 1995-ben alapították Erik Sonnhammer, Sean Eddy és Richard Durbin gyakori fehérjedomének gyűjteményeként, melyek többsejtűek fehérjekódoló génjeinek jelzésére használhatók. Egyik célja a C. elegans-genom jelölésének segítése volt. A projektet részben Círus Chothia Ezer család a molekuláris biológusnak-jának elképzelése vezérelte, mely szerint mintegy 1500 különböző fehérjecsalád van, és ezek többsége csupán 1000-be tartozik. Ezen elképzeléssel szemben a Pfam jelenleg 16 306 fehérjedoménekhez és -családokhoz tartozó bejegyzést tartalmaz. Azonban számos ilyen család szerkezeti és funkciós hasonlóságokat mutat, melyek közös evolúciós eredetet jeleznek.
A Pfam és más adatbázisok különbsége a bevezetéskor a bejegyzések két elrendezési típusa volt: volt egy kisebb, kézzel ellenőrzött „mag”, valamint egy teljes elrendezés, mely a szekvenciák Markov-modellhez rendelésével keletkezik a magból. E kisebb mag könnyebben volt frissíthető az új szekvencia-adatbázisok megjelenésével, így jó megoldásnak bizonyult az adatbázis frissítésére a genomszekvenálás hatékonyabbá válása, így az idővel feldolgozandó adatmennyiség növekedése mellett. További sebességnövekedést jelentett a 24.0 verzióban megjelent HMMER3, mely mintegy 100-szor gyorsabb a HMMER2-nél, és érzékenyebb is.
Mivel a Pfam-A-bejegyzések nem tartalmaznak minden ismert fehérjét, egy automatikusan létrehozott mellékletet is hozzáadtak, a Pfam-B-t. Ez sok kis családból állt, melyek az ADDA által levezetett csoportokból álltak. Bár alacsonyabb minőségű, a Pfam-B-családok használhatók, ha nincs azonosítva Pfam-A-család. A Pfam-B a 28.0-ban megszűnt, a 33.1-ben újra megjelent MMSeqs2 csoportosító algoritmussal.
A Pfam eredetileg 3 különböző helyen volt tárolva a redundancia végett. Azonban 2012–2014 közt a Pfam átkerült az EMBL-EBI-hez, lehetővé téve a webhely egy doménen (xfam.org) való kezelését több független adatközpont révén. Ez lehetővé tette a frissítések jobb központosítását és a más Xfam-projektekkel, például a Rfammel, a Treefammel, az iPfammel stb. való csoportosítást a több központ által biztosított ellenállás fenntartásáa mellett.
A Pfam 2016–18 közt jelentősen átrendeződött a kezeléshez szükséges kézi beavatkozás további csökkentéséhez és a gyakoribb frissítésekhez.
A Pfam a 36.0 verziótól már csak az InterPro révén férhető hozzá.

### Közösségi működtetés
Egy ilyen nagy adatbázis működtetése gondokat okozott az új családok és a hozzáadott információ frissülésével való lépés tartása terén. Az adatbázis kiadásának gyorsítása érdekében a fejlesztők számos lépést tettek az adatbázis kezelésében való nagyobb közösségi részvételért.
A bejegyzések frissítésének és javításának gyorsításában fontos volt a Pfam-domének jelölésének megnyitása a Wikipédia felé a 26.0 kiadásban. A Wikipédia-cikkel már rendelkező bejegyzések esetén ez a Pfam-oldal felé volt kapcsolva, a vele még nem rendelkezők esetén a közösséget meghívták egy ilyen létrehozására és a működtetők informálására azok bekapcsolására. Fontos, hogy bár a közösségi bekapcsolódás javította e családok jelölését, egyesek nem lettek elég nevezetesek a Wikipédiába kerüléshez, ekkor fennmaradt az eredeti Pfam-leírásuk. Egyes Wikipédia-szócikkek több családról szólnak. Az InterPro- és Pfam-adatokon alapuló automatikus bejegyzés-létrehozás is elindult, amely a lapba információt, adatbázis-hivatkozásokat és képeket helyez, majd a szócikk értékelés után átkerül a homokozóból a tényleges Wikipédiába. A szócikkek vandalizmusa ellen minden Wikipédia-szerkesztést áttekintenek a kezelők, mielőtt a Pfam-oldalra kerül. A legtöbb vandalizmust azonban a közösség visszavonta, mielőtt a kezelőkhöz ért volna.
A Pfamet 3 csoport nemzetközi konzorciuma futtatja. A korábbi változatokban a családbejegyzések csak a cambridge-in voltak módosíthatók. A Pfam 26.0-tól azonban a fejlesztők lehetővé tették regisztrált felhasználóknak mindenhonnan a Pfam-családok hozzáadását vagy módosítását.

## Fordítás
- Ez a szócikk részben vagy egészben  a   Pfam című angol Wikipédia-szócikk ezen változatának fordításán alapul.  Az eredeti cikk szerkesztőit annak laptörténete sorolja fel. Ez a jelzés csupán a megfogalmazás eredetét és a szerzői jogokat jelzi, nem szolgál a cikkben szereplő információk forrásmegjelöléseként.